# Воробьёва, Наталья Витальевна
Ната́лья Вита́льевна Воробьёва (род. 27 мая 1991, Тулун) — заслуженный мастер спорта России по вольной борьбе, олимпийская чемпионка 2012 года в категории до 72 кг, серебряная призёрка Игр XXXI Олимпиады в категории до 69 кг, чемпионка мира 2015 года в категории до 69 кг, чемпионка мира 2019 года, трёхкратная чемпионка Европы, чемпионка России 2012 и 2019 года. В 2015 году завоевала бронзу на I Европейских играх в Баку. [Майор] Росгвардии (Северо-Западный округ).

## Биография
Родилась 27 мая 1991 года в Тулуне. Отец — лезгин (родом из села Кабир Курахского района), мать — русская.
Училась в Санкт-Петербургском государственном университете аэрокосмического приборостроения (ГУАП).
Является военнослужащим Росгвардии. Имеет воинское звание майор  .
Замужем. Двое детей

## Спортивная карьера
Наталья Воробьёва стала заниматься спортом у своего первого тренера Камиля Джиганчина случайно — однажды пришла вместе с подружками посмотреть медали и кубки в зале школы, который находился вблизи её дома. Там её увидел тренер Джиганчин и предложил начать занятия. Под руководством Камиля Джиганчина Наталья Воробьёва два раза становилась второй на межрегиональном турнире в Тулуне. Была победителем в личном зачёте первенства Иркутской области среди мальчиков. Когда впервые принимала участие в чемпионате России среди девочек, смогла положить на лопатки чемпионку России. На первенстве в Чебоксарах Наталья Воробьёва заняла 3 место, а на чемпионате в Краснодаре стала чемпионкой страны. После победы на Олимпиаде, Наталья Воробьёва подарила своему первому тренеру джип.
В олимпийском турнире по вольной борьбе Наталья закончила поединки в 1/4, полуфинале и финале досрочно. В полуфинале она победила олимпийскую чемпионку 2008 года Ван Цзяо всего за 17 секунд. В финале Воробьёва победила другую финалистку предыдущей Олимпиады и пятикратную чемпионку мира болгарку Станку Златеву.
На предолимпийском чемпионате планеты в Казахстане в 2019 году в весовой категории до 72 кг, Наталья завоевала золотую медаль.
В феврале 2020 года на чемпионате континента в итальянской столице, в весовой категории до 72 кг Наталья в схватке за чемпионский титул победила спортсменку из Германии Марию Зельмайер и завоевала золотую медаль европейского первенства.
На чемпионате Европы 2021 года, который проходил в апреле в Варшаве, в весовой категории до 76 кг, российская спортсменка завоевала серебряную медаль.
В 2013 году в Санкт-Петербурге установили памятник Наталье Воробьёвой.
С 2014 года в Иркутске проводится турнир по женской борьбе имени Натальи Воробьёвой.
На Олимпиаде в Токио Воробьева боролась в весовой категории до 76 килограммов. В 1/4 финала проиграла сопернице из Киргизии Айпери Медет кызы — 0:12 и заняла 7 место.

## Награды
- Орден Дружбы (13 августа 2012 года) — за большой вклад в развитие физической культуры и спорта, высокие спортивные достижения на Играх XXX Олимпиады 2012 года в городе Лондоне (Великобритания)[10].
- Заслуженный мастер спорта России (20 августа 2012 года)[11].
- Медаль ордена «За заслуги перед Отечеством» I степени (25 августа 2016 года) — за высокие спортивные достижения на Играх XXXI Олимпиады 2016 года в городе Рио-де-Жанейро (Бразилия), проявленные волю к победе и целеутремленность[12].